# Anna Bullinger

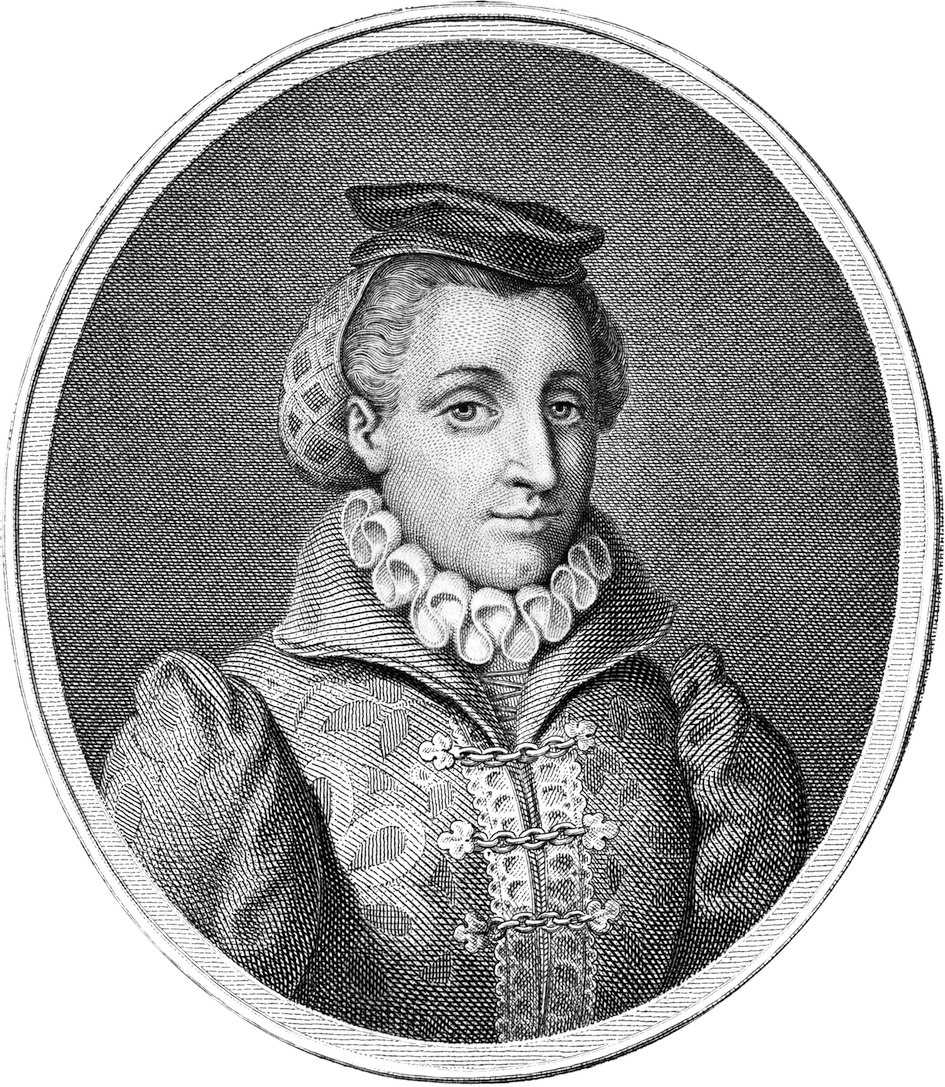
Portrait Anna Bullinger-Adlischwyler. Kupferstich von Heinrich Meyer (1830), Stadtarchiv Zürich

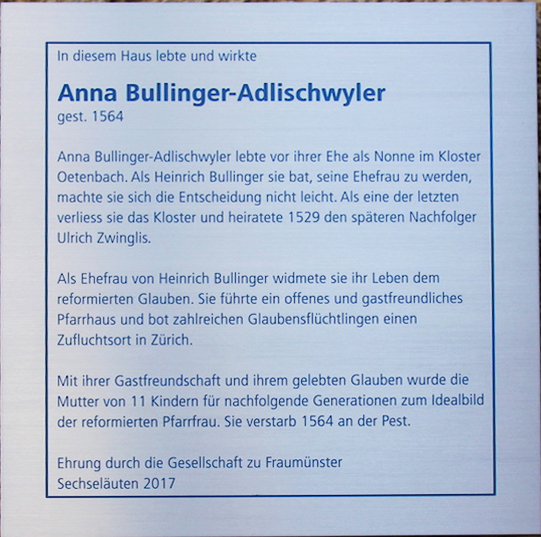
Gedenktafel von Anna Bullinger-Adlischwyler am Zwingliplatz 4 in Zürich

Anna Bullinger (* 1505 in Zürich als Anna Adlischwyler; † 17. September 1564 ebenda) war eine Ordensfrau im Kloster Oetenbach, später Ehefrau und engagierte Pfarrfrau an der Seite des Reformators Heinrich Bullinger.

## Leben und Wirken

### Herkunft
Anna Adlischwyler war die Tochter von Elisabeth Stadler († 1529) und Hans Adlischwyler († 1512) von Rapperswil. Ihr Vater war seit 1491 Bürger der Stadt Zürich, Koch des Bürgermeisters Hans Waldmann, des Abts Trinkler zu Kappel und obrigkeitlicher Weinschenk «zum Elsässer».

### Nonne im Kloster Oetenbach
Adlischwyler kam als junge Frau 1523 ins Dominikanerinnenkloster Oetenbach. Schon im Jahr zuvor hatte Huldrych Zwingli dort «Von der Klarheit und Gewissheit des Wortes Gottes» gepredigt; dies führte die dortigen Nonnen allmählich auf den Weg der Reformation. Nachdem die grosse Abtei zu Fraumünster 1524 an die Stadt übergeben wurde, wurde auch das Kloster Oetenbach von der Obrigkeit 1525 aufgelöst. Allerdings durften Nonnen, welche an ihrem Ordensgelübde festhalten wollten, in Oetenbach bleiben, darunter auch Anna Adlischwyler.

### Ehefrau von Reformator Heinrich Bullinger
Schon bald interessierte sich Heinrich Bullinger, damals Lehrer im Zisterzienserkloster Kappel am Albis, für die junge Frau. Er schrieb 1527 an die damals 23-jährige: «Ja, du bist jung, und es hat dir Gott nicht so einen ungeeigneten Leib gegeben und dich nicht geschaffen, dass du ewig eine gnädige Frau seiest und nichts tuest oder keine Frucht von dir komme». Er riet ihr, den Brief ein paar Mal zu lesen, um sich dann zu entscheiden. Am 27. Oktober 1527 trafen sich die beiden im Zürcher Grossmünster und versprachen sich die Ehe. Sie hielten ihre Gelübde geheim, weil Elisabeth Stadler-Adlischwyler, Annas Mutter, den Gedanken an eine Ehe der beiden abscheulich fand.
Trotzdem wollte Anna Adlischwyler zunächst das Kloster nicht verlassen und sagte Heinrich Bullinger ab. In einem zweiten, ungeduldigeren Brief erklärte dieser, dass Gott wolle, dass Männer und Frauen heiraten. Er schickte Peter Simler und Huldrych Zwingli ans Ehegericht, um den Fall zu klären. Dieses entschied für Bullinger; trotzdem blieb Adlischwyler noch zwei weitere Jahre im Kloster Oetenbach, bis ihre Mutter starb. Dann heiratete sie Heinrich Bullinger.
Während der Schlacht bei Kappel vom 11. Oktober 1531, in der Huldrych Zwingli fiel, musste Anna Bullinger samt ihrem Kind aus der Stadt Bremgarten, wo sie mit Heinrich Bullinger wohnte, fliehen. In der Folge wurde Heinrich Bullinger nach Zürich berufen, um in die Nachfolge von Huldrych Zwingli als Leutpriester und Antistes am Grossmünster zu treten. Anna Bullinger hatte ein offenes Haus für Gäste. Regelmässig versammelten sich mehr als 30 Menschen an ihrem Tisch. Sie galt als Mentorin für viele junge Menschen; viele Briefe bezeugen, dass sie hoch geschätzt war.

### Kinder
Heinrich und Anna Bullinger hatten zusammen elf Kinder: Anneli (* 1530), Elisabeth (* 1532), Heinrich (* 1534), Hans Rudolf (* 1536), Christof (* 1537), Hans (* 1539) und Diethelm (* 1541); Hans und Diethelm starben beide 1541. Veritas (* 1543), Dorothea (* 1545) und Felix (1547–1553). Alle erwachsenen Kinder ausser einem wurden entweder Theologen, Frauen von Theologen oder Pfarrer.

### Tod
Anna Bullinger starb am 17. September 1564 im Alter von 59 Jahren an der Pest. Nur der Text ihres Mannes ist überliefert: «Anna Bullingerin oder Adlischwylerin, meiner kinder Mutter, stirbt an der Pestilenz eliglichen den 25. September 1564 und ward mit grosser Lych (Leichengeleit) begraben zum Münster zur Herr Bibliander u(26. Sept. 1564) zwischen Hr Stadtschreiber Aescher und Her Doctor Petrus Martyr (12. Nov. 1562) […] Mit wunderbaren Nachfolgen vielen Volks, den rächten und eren lüten uss der ganzen Statt.»

## Ehrung
Anna Bullinger-Adlischwyler wurde anlässlich der jährlichen Frauenehrung am Sechseläuten 2017 von der Gesellschaft zu Fraumünster geehrt. Ihre Gedenktafel befindet sich am Zwingliplatz 4 in Zürich.